# Матеэску, Родика
Родика Матеэску (рум. Rodica Mateescu; род. 13 марта 1971, Бухарест), в девичестве Петреску (рум. Petrescu) — румынская легкоатлетка, специалистка по тройному прыжку. Выступала за сборную Румынии по лёгкой атлетике в 1990-х годах, обладательница серебряной медали чемпионата мира, чемпионка Балкан и Румынии, действующая рекордсменка страны, участница летних Олимпийских игр в Атланте.

## Биография
Родика Петреску родилась 13 марта 1971 года в Бухаресте, Румыния.
Впервые заявила о себе в лёгкой атлетике на международном уровне в сезоне 1994 года, когда в составе румынской сборной в тройном прыжке стала восьмой на чемпионате Европы в помещении в Париже, второй на Кубке Европы в Бирмингеме, пятой на чемпионате Европы в Хельсинки, превзошла всех соперниц на Франкофонских играх в Бондуфле.
В 1995 году в той же дисциплине была девятой на чемпионате мира в помещении в Барселоне и на чемпионате мира в Гётеборге.
В 1996 году выиграла чемпионат Румынии в Бухаресте. Благодаря череде успешных выступлений удостоилась права защищать честь страны на летних Олимпийских играх в Атланте — в финале тройного прыжка показала результат 14,21 метра, расположившись в итоговом протоколе соревнований на седьмой строке.
В 1997 году была четвёртой на чемпионате мира в помещении в Париже, второй на Кубке Европы в Мюнхене, отметилась победой на чемпионате Балкан в Афинах. На чемпионате мира в Афинах с ныне действующим рекордом Румынии 15,16 в тройном прыжке завоевала серебряную награду. Также в этом сезоне стала бронзовой призёркой на Финале Гран-при IAAF в Фукуоке.
В 1998 году выиграла зимний и летний чемпионаты Румынии в Бухаресте, заняла пятое место на чемпионате Европы в помещении в Валенсии, четвёртое место на чемпионате Европы в Будапеште.
В 1999 году среди прочего показала девятый результат на чемпионате мира в помещении в Маэбаси.
В феврале 2000 года стала шестой на чемпионате Европы в помещении в Генте, но в мае во время тренировочного сбора в Констанце была уличена в нарушении антидопинговых правил — проба Матеэску показала наличие запрещённого анаболического стероида нандролона. В итоге решением IAAF её дисквалифицировали на 2 года и часть показанных результатов в этом сезоне аннулировали, Олимпийский комитет Румынии в соответствии со своим регламентом пожизненно отстранил спортсменку от участия в Олимпийских играх.
В 2003 и 2004 годах Родика Матеэску ещё выступила на нескольких турнирах, но каких-то существенных успехов не добилась.
Была замужем за румынским бегуном с барьерами Мугуром Матеэску, так же участвовавшим в Олимпиаде в Атланте. Впоследствии вышла замуж за прыгуна в длину Богдана Тудора.